# Колбино (Воронежская область)
Колбино — село в Репьёвском районе Воронежской области Российской Федерации.
Административный центр Колбинского сельского поселения.

## География

### Улицы
- ул. Ленина
- ул. Набережная
- ул. Октябрьская
- ул. Прилужная
- ул. Советская

## Население
| 2010 |
| ---- |
| 635  |

## Археология
Между сёлами Терновое и Колбино находится курганный могильник Колбино-1 скифской культуры, состоящий из более 60 видимых на поверхности насыпей. Захоронения относятся к IV веку до н. э.